# Атабек
Атабек або атабей (від ата — батько та бек або бей — вождь) — спадковий титул у тюрків та на Кавказі. Атабеки були правителями територій у сельджуків, в обов'язки яких входило виховання спадкоємця султана. Титул атабека мав візир Незам уль-Мульк. Після смерті султана або еміра атабеки часто одружувалися з матерями своїх підопічних, стаючи прийомними батьками.
Титул атабека був популярним у сельджуків у 12 столітті, в Малій Азії та Месопотамії. Використовували його також мамлюки в Єгипті та туркмени. В деяких сельджуцьких еміратах атабеки брали владу в свої руки, утворюючи власні династії.
У Грузії титул використовувався як військове звання.